# Jidilovka
Jidilovka (en rus: Жидиловка) és un poble de l'óblast de Tambov, a Rússia, segons el cens del 2010 tenia 493 habitants.